# Ophidiaster
Genre
Ophidiaster est un genre d'étoiles de mer de la famille des Ophidiasteridae.

## Description et caractéristiques

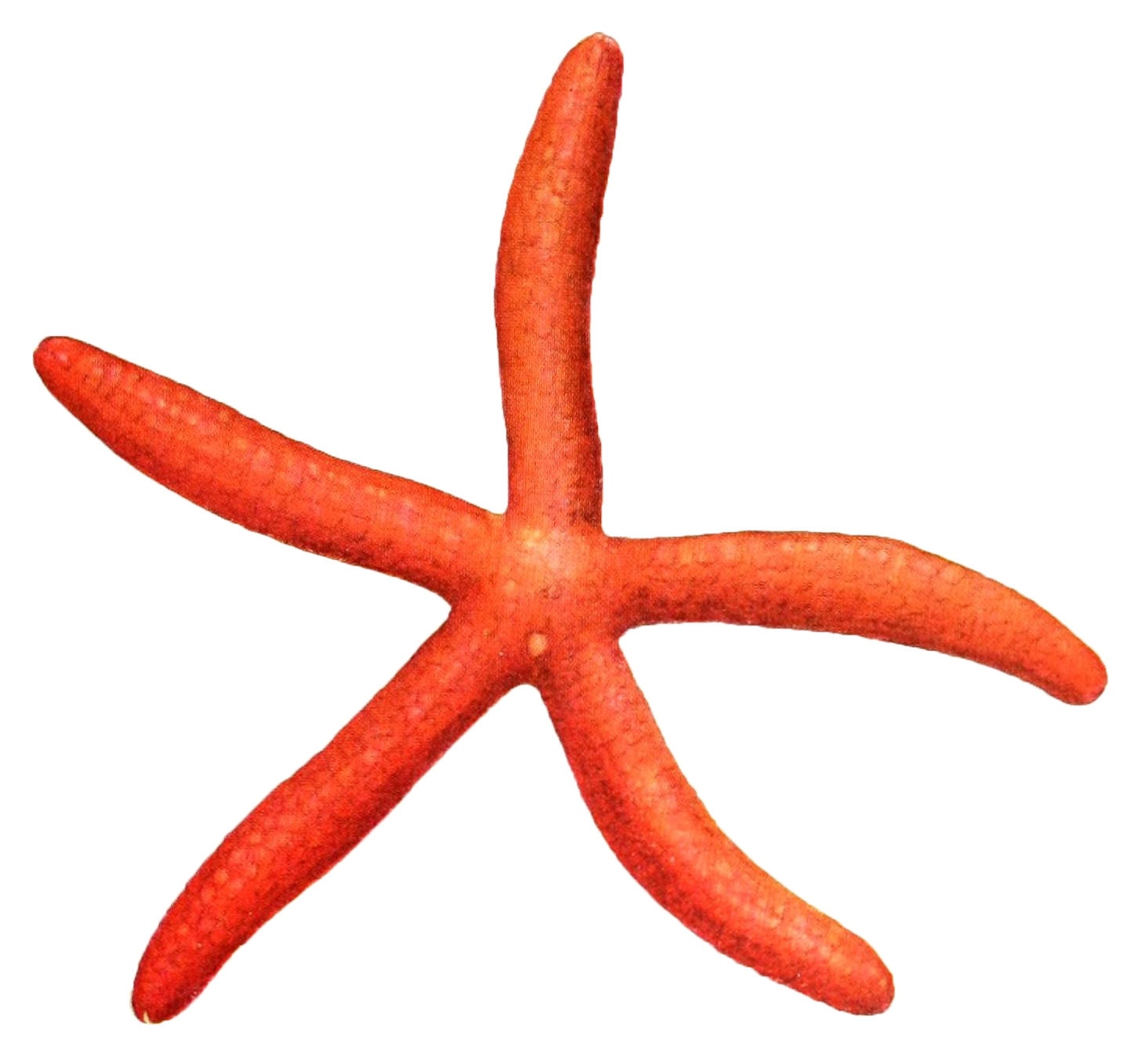
Ophidiaster confertus, dessin de Clark, 1938.

Ce sont de grandes étoiles régulières à 5 bras très longs et de section arrondie, avec un disque central très réduit.
Au niveau squelettique, la granulation est continue sur les plaques (elles sont donc rugueuses au toucher, contrairement aux Leiaster), et l'épiderme peu voyant. Les bras ne comportent que huit séries d'aires porifères, la plus basse étant de part et d'autre entre les plaques inféromarginales et les dernières plaques actinales. Les plaques adambulacraires sont isométriques (contrairement aux Leiaster, Dactylosaster et Copidaster).

## Liste d'espèces
Selon World Register of Marine Species (22 mai 2014) :
- Ophidiaster agassizi Perrier, 1881
- Ophidiaster alexandri Verrill, 1915 -- Caraïbes
- Ophidiaster armatus Koehler, 1910 -- Mer de Chine
- Ophidiaster bayeri A.H. Clark, 1948 -- Caraïbes
- Ophidiaster bullisi (Downey, 1970) -- Caraïbes
- Ophidiaster colossus Mah, 2021 -- Île de Pâques
- Ophidiaster confertus H.L. Clark, 1916 -- Nouvelle-Zélande
- Ophidiaster cribrarius Lütken, 1871 -- Indo-Pacifique
- Ophidiaster duncani de Loriol, 1885 -- Madagascar et Mascareignes
- Ophidiaster easterensis Ziesenhenne, 1964 -- Île de Pâques
- Ophidiaster granifer Lütken, 1871 -- Indo-Pacifique
- Ophidiaster guildingi Gray, 1840 -- Caraïbes
- Ophidiaster helicostichus Sladen, 1889
- Ophidiaster hemprichi Müller & Troschel, 1842 -- Indo-Pacifique
- Ophidiaster kermadecensis Benham, 1911 -- Nouvelle-Zélande
- Ophidiaster lorioli Fisher, 1906 -- Hawaii
- Ophidiaster ludwigi deLoriol, 1900
- Ophidiaster macknighti H.E.S. Clark, 1962 -- Nouvelle-Zélande
- Ophidiaster multispinus Liao & A.M. Clark, 1996 -- Chine du sud
- Ophidiaster ophidianus (Lamarck, 1816) -- Europe
- Ophidiaster perplexus A.H. Clark, 1954
- Ophidiaster perrieri de Loriol, 1885 -- Océan Indien occidental
- Ophidiaster reyssi Sibuet, 1977 -- Açores et Méditerranée
- Ophidiaster rhabdotus Fisher, 1906 -- Hawaii
- Ophidiaster tuberifer Sladen, 1880

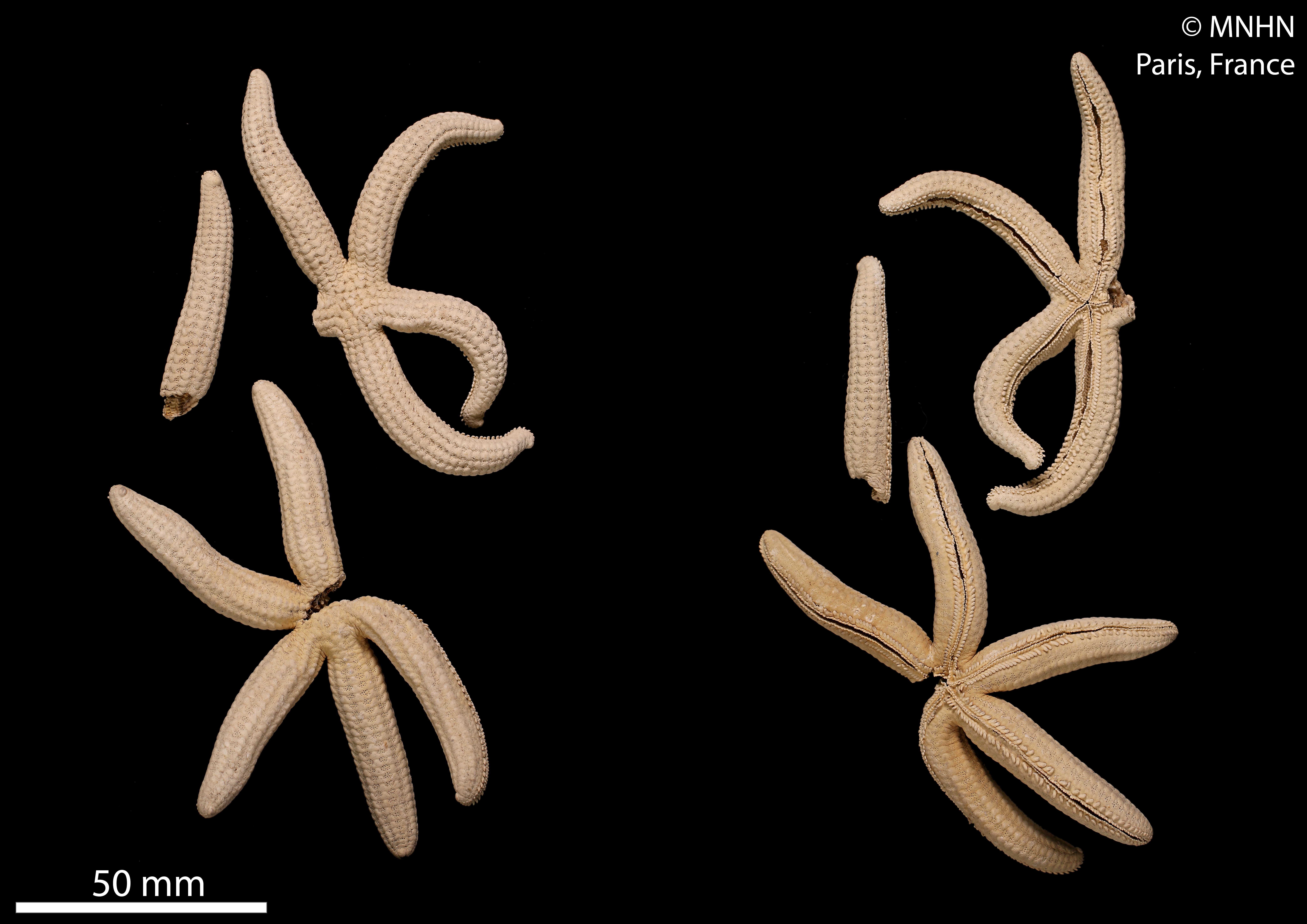
Ophidiaster chinensis (MNHN)
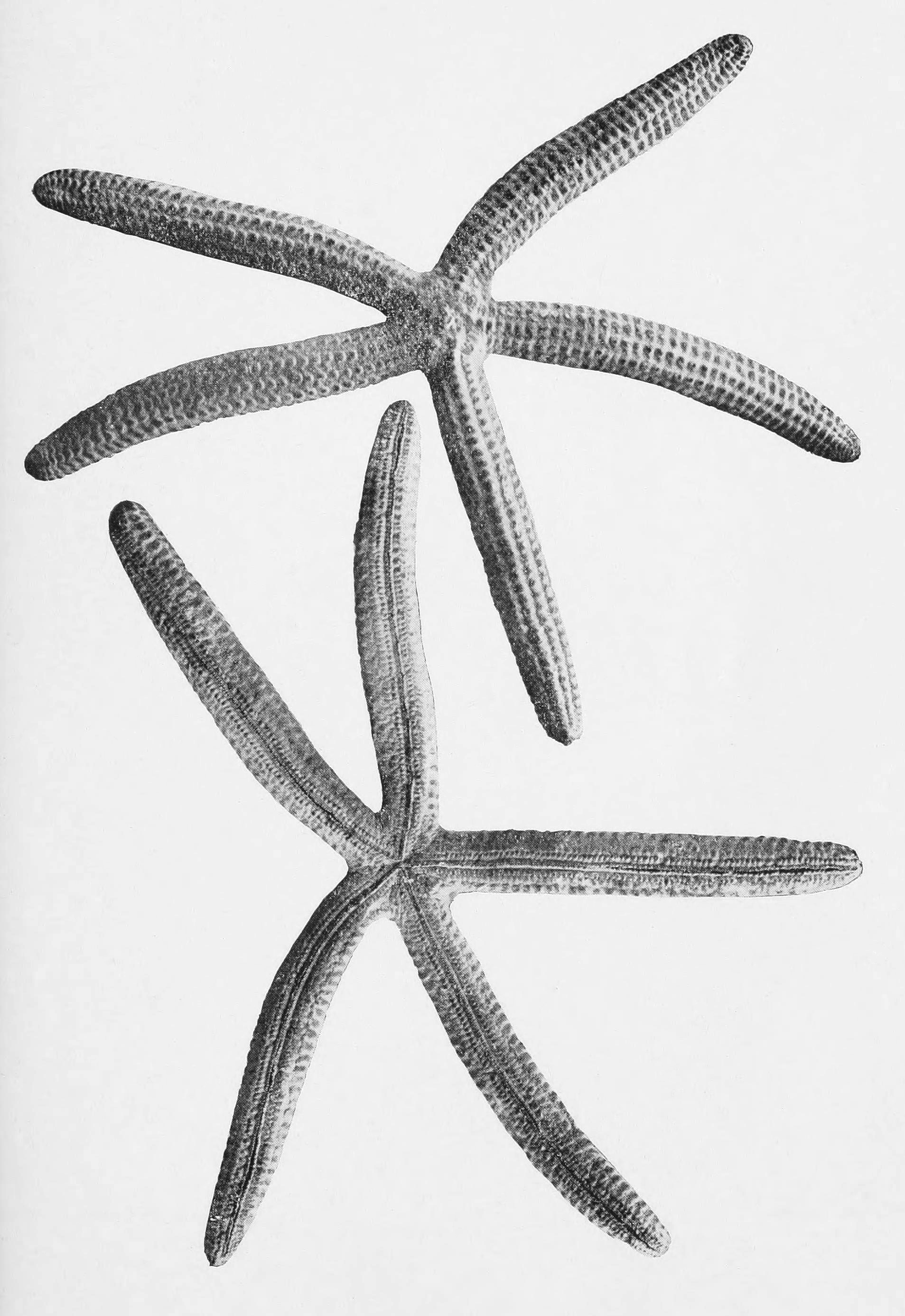
Ophidiaster confertus
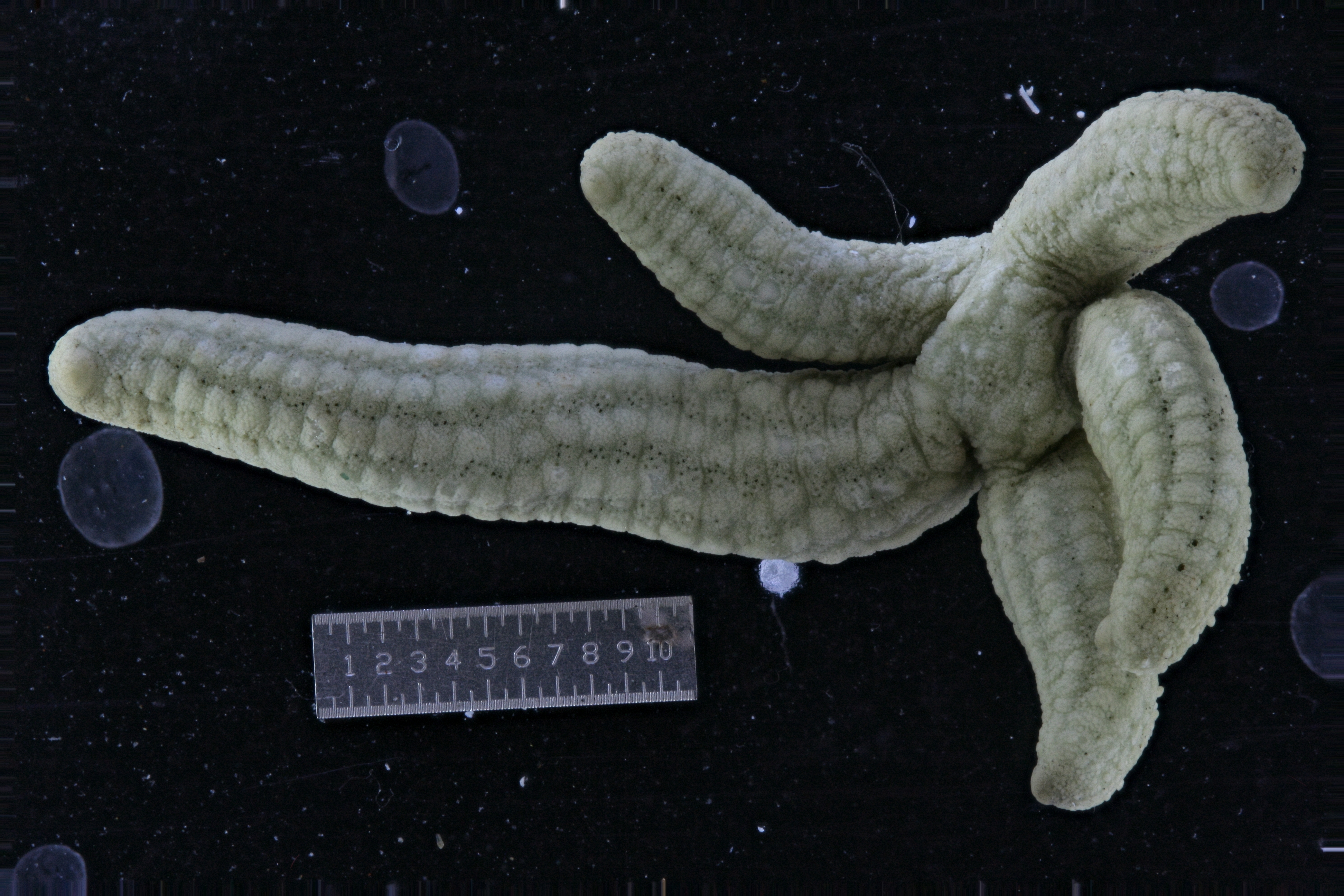
Ophidiaster cribrarius
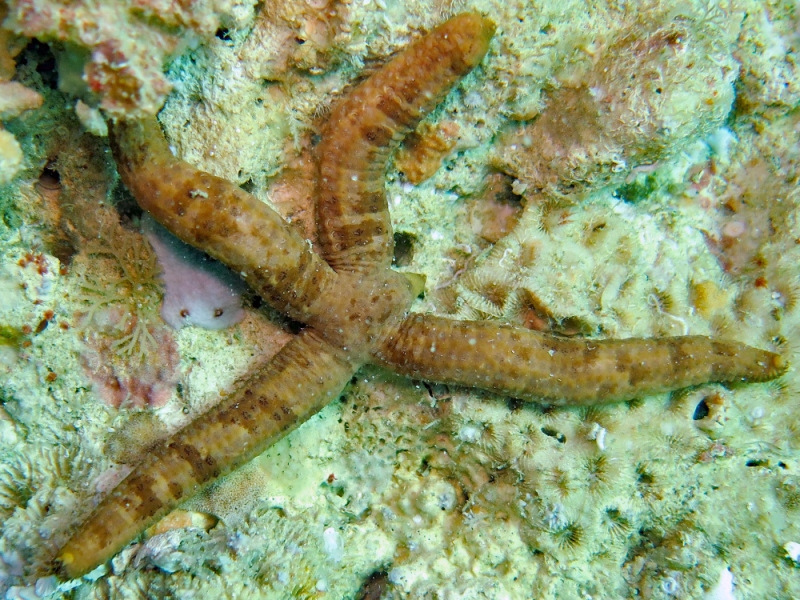
Ophidiaster duncani
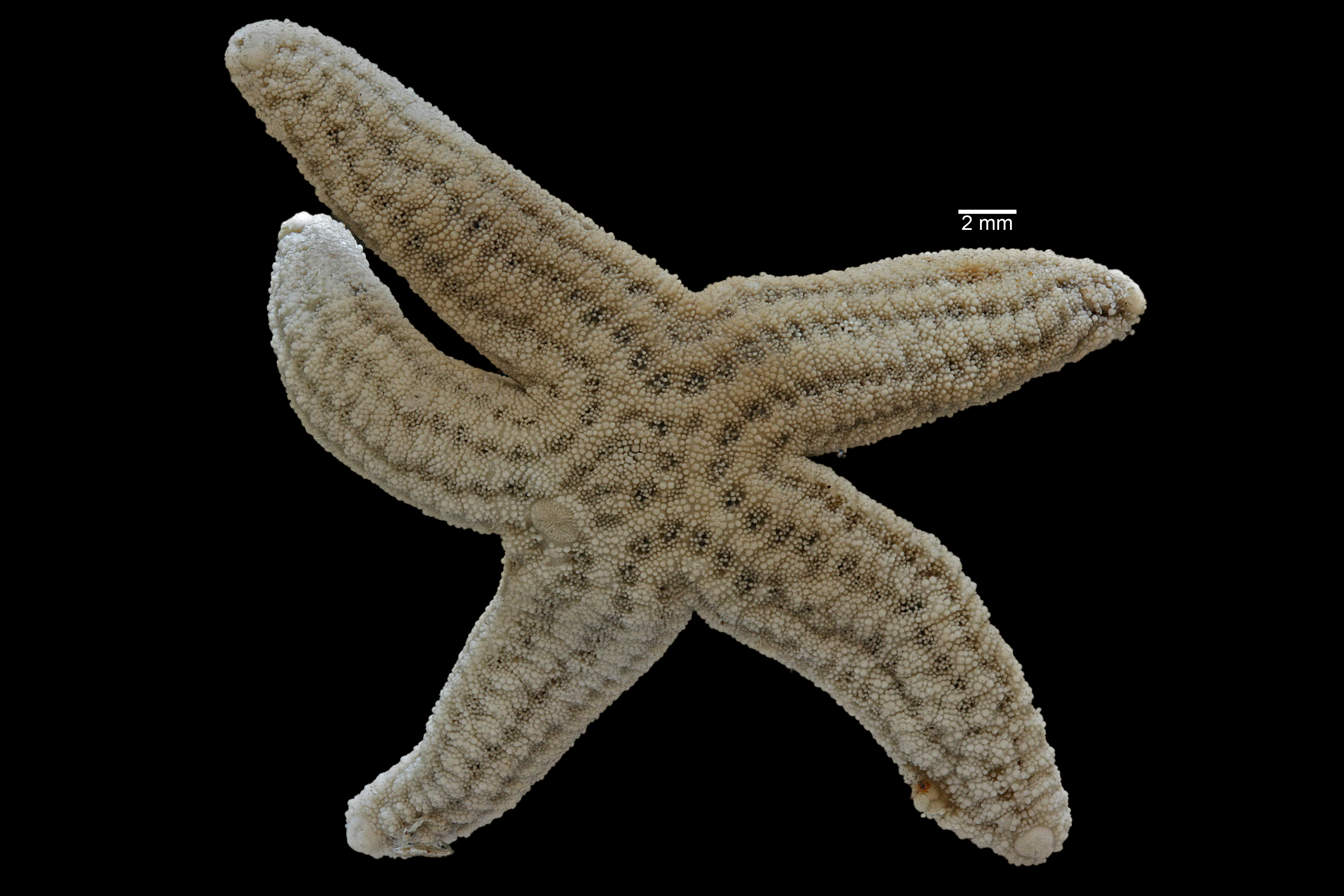
Ophidiaster granifer
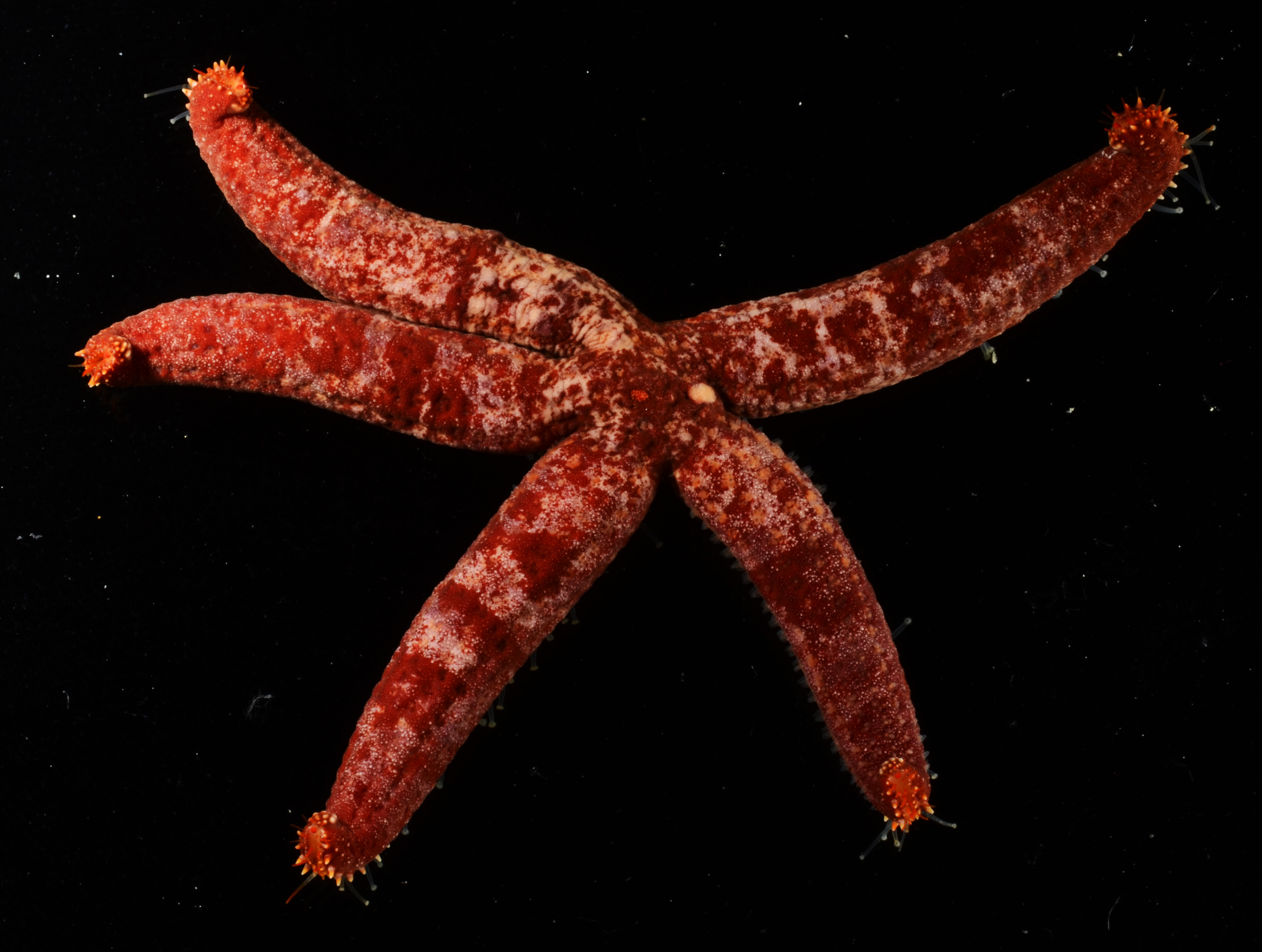
Ophidiaster guildingi
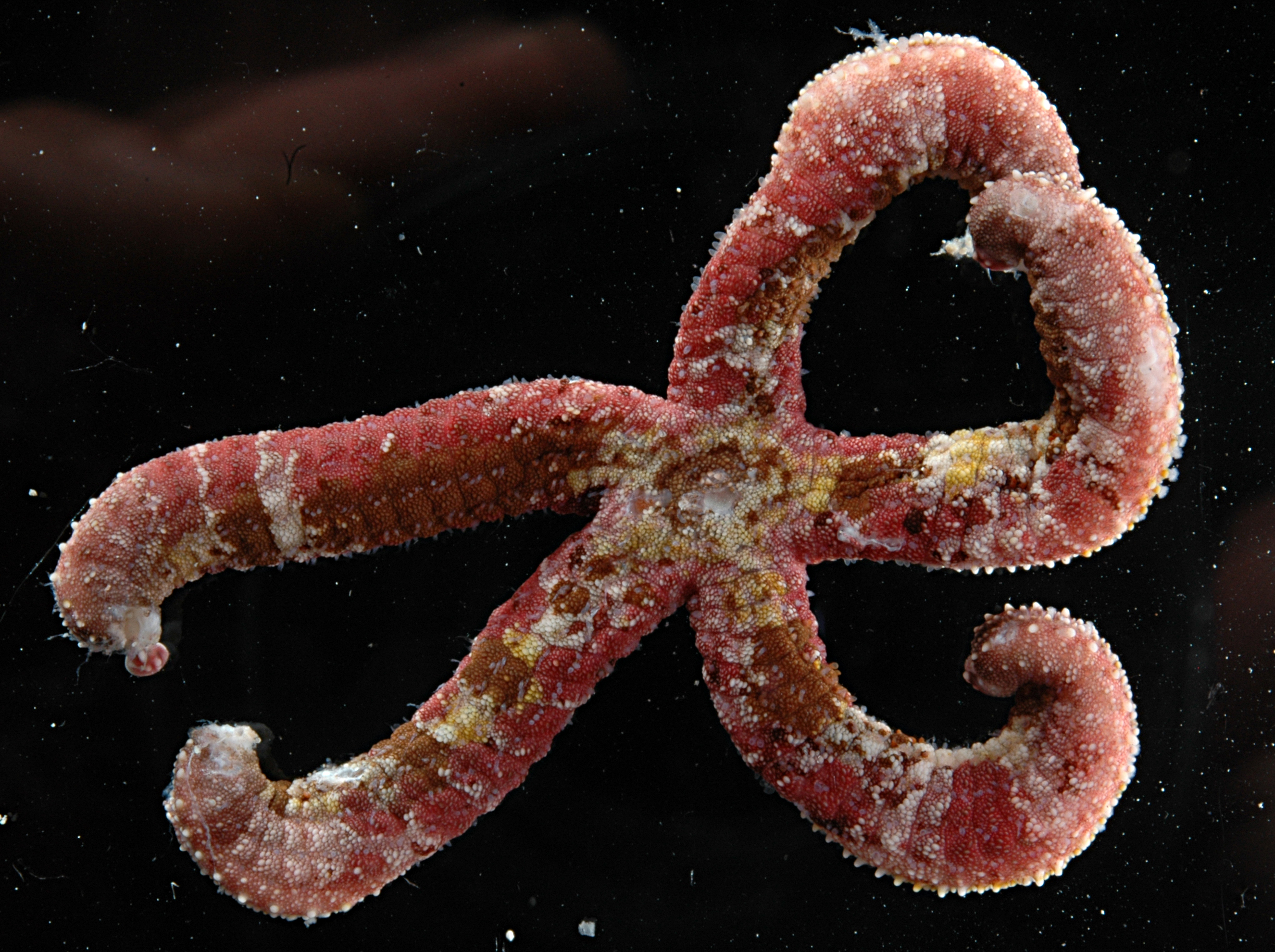
Ophidiaster hemprichi
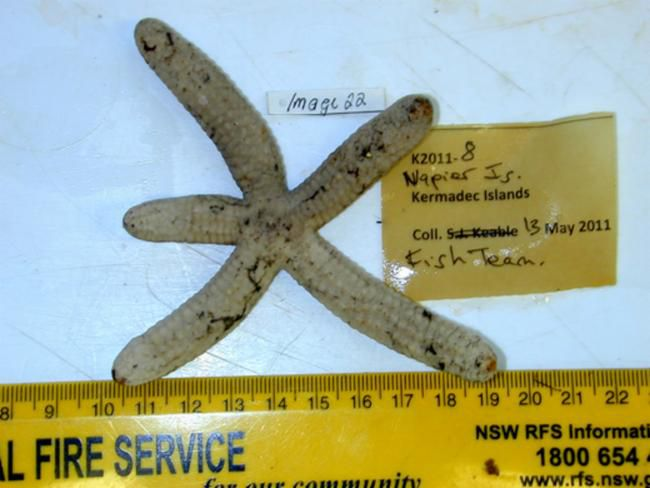
Ophidiaster kermadecensis
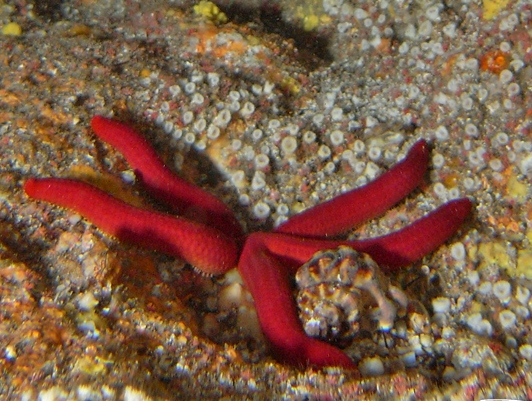
Ophidiaster ophidianus
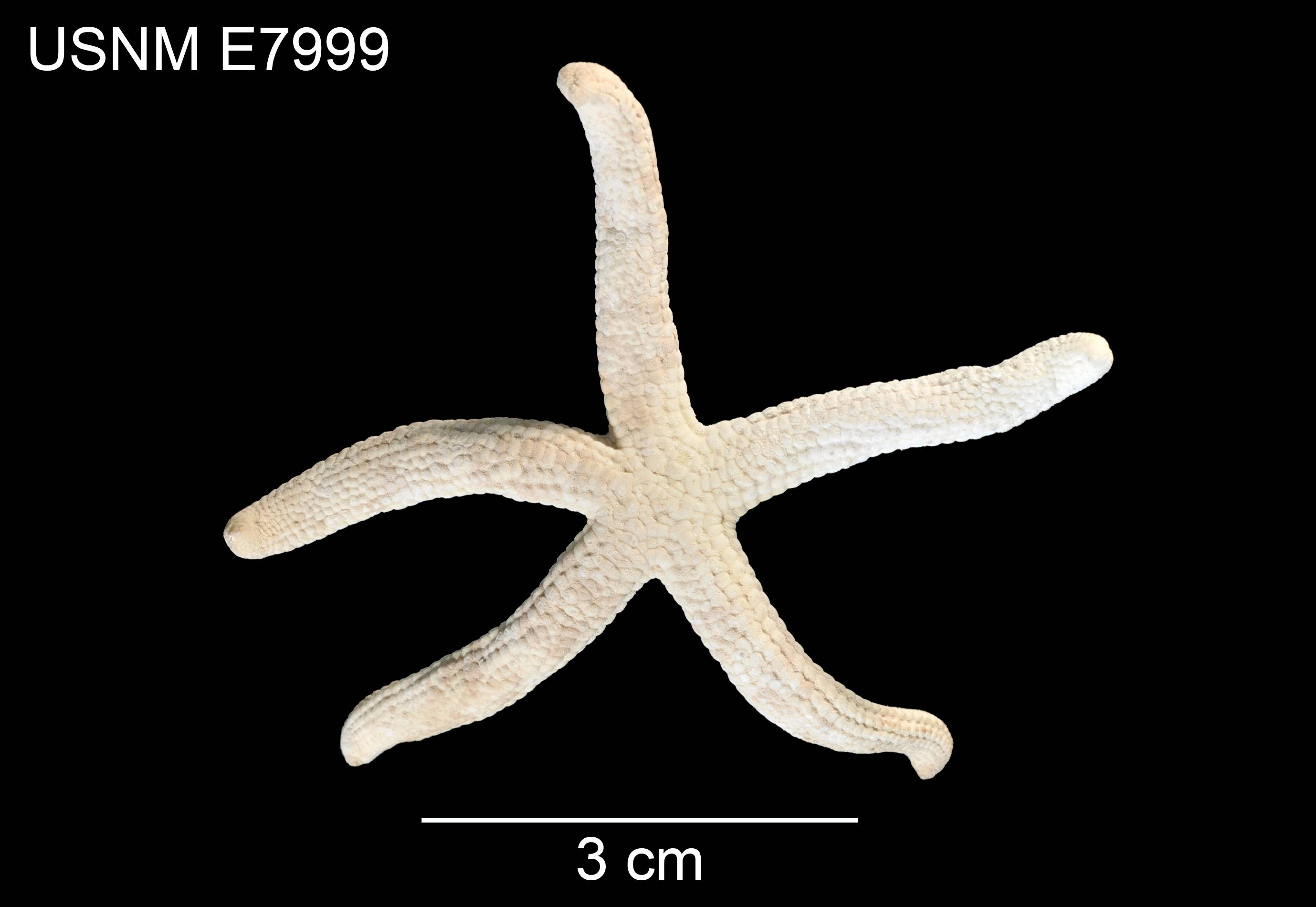
Ophidiaster perplexus
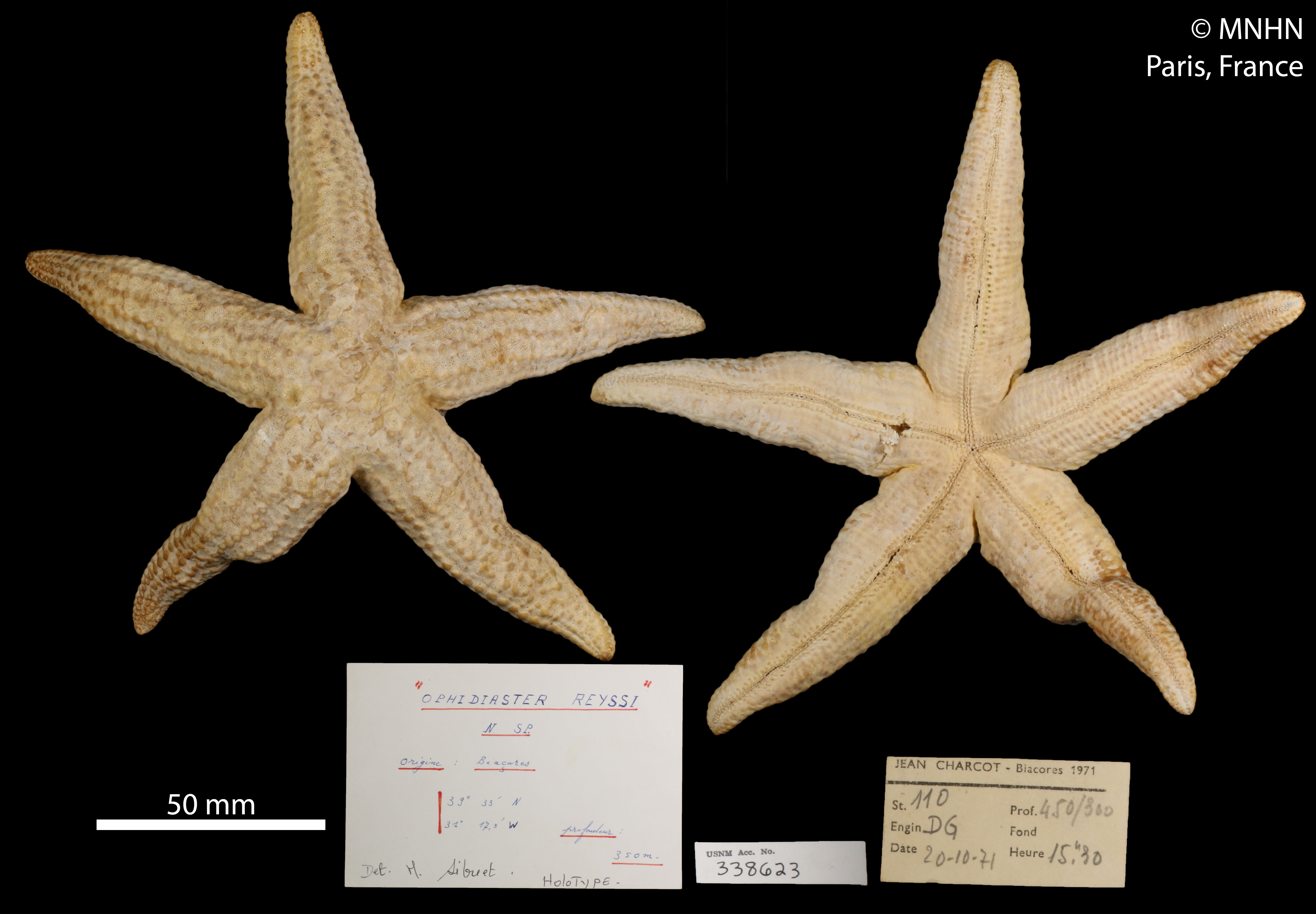
Ophidiaster reyssi (holotype, MNHN)